# Soledad (obra de teatro)
Soledad es una obra de teatro en tres actos escrita por Miguel de Unamuno en 1921 y estrenada el 16 de noviembre de 1953.

## Argumento
Agustín es un dramaturgo que vive con su esposa Soledad y su madre Sofía. La pareja se encuentra atormentada por la muerte de su pequeño hijo y Agustín se refugia en su trabajo de escritor. Hasta que, por presión de su amigo Pablo y de su propia esposa aunque con la oposición de su primera actriz Gloria, se ve arrastrado al mundo de la política. Sin embargo, pronto se da cuenta de que ese terreno es tan irreal como el teatro y nido de traidores y embusteros. Agustín, tras una traumática experiencia política, es detenido por la policía. Una vez libre, de regreso al hogar, pierde casi el juicio y no le queda fuerza sino para refugiarse en los brazos de su mujer.

## Representaciones destacadas
- Teatro María Guerrero, Madrid, 1953. Estreno
  - Dirección: José Luis Alonso.
  - Intérpretes: José María Rodero (Agustín), María Dolores Pradera (Soledad), Adela Carboné (Sofía), Margarita Lozano, José Franco, José María Prada.

- Teatro María Guerrero, Madrid, 1962
  - Dirección: José Luis Alonso.
  - Intérpretes: José Bódalo (Agustín), María Dolores Pradera (Soledad), Rosario García Ortega (Sofía), Olga Peiró (Gloria), Antonio Ferrandis (Pablo), José Vivó (Enrique).

- Televisión, Estudio 1, TVE, 1981
  - Realización: Vicente Amadeo.
  - Intérpretes: José María Pou (Agustín), María Silva (Soledad), Fernando Cebrián (Enrique), Nélida Quiroga (Sofía), Fabio León, Teresa Guaida.